# Svante Axelsson
Karl Svante Axelsson, född 15 maj 1957 i Lysekils församling, är nationell samordnare för Fossilfritt Sverige. Han var tidigare generalsekreterare för Naturskyddsföreningen, en post han hade i 16 år. Där kom han bland annat med idén att Naturskyddsföreningen skulle sälja så kallade utsläppsrätter. Axelsson är utbildad agronom och miljöekonom, men har även studerat teologi.
2016 utsågs Axelsson av regeringen att bli nationell samordnare för Fossilfritt Sverige, ett initiativ som arbetar med att identifiera och röja undan hinder för branscher, företag och kommuner som vill bidra till att göra Sverige till ett av världens första fossilfria välfärdsländer.
Svante Axelsson utsågs till Sveriges hållbarhetsmäktigaste person år 2021 av tidningen Aktuell hållbarhet. Han har skrivit boken ”Vår tid är nu: Tio hoppfulla perspektiv på klimatkrisen” som gavs ut av Ordfront 2014. Svante skriver även regelbundet krönikor i Upsala Nya Tidning. Den 2 juli 2008 var han sommarvärd i Sveriges Radio P1.
Han har även en fru och tre barn. Sonen heter Fritiof Axelsson, och tog emot priset från Sveriges ingenjörers miljöpriset 2019 som Svante vann.